# هانس لونهیس
هانس لونهیس (انگلیسی: Hans Lohneis; ۱۲ آوریل ۱۸۹۵ – 1970) بازیکن فوتبال اهل آلمان بود.
از باشگاه‌هایی که در آن بازی کرده‌است می‌توان به باشگاه فوتبال گروتر فورث اشاره کرد.
وی همچنین در تیم ملی فوتبال آلمان بازی کرده‌است.